# Janagita Mijuki
Janagita Mijuki (柳田 美幸; Hepburn: Yanagita Miyuki) (Csigaszaki, 1981. április 11. –) japán válogatott labdarúgó.

## Klubcsapatban
A labdarúgást az NTV Beleza csapatában kezdte. 2000-ben a Tasaki Perule FC csapatához szerződött. 2000 és 2005 között a Tasaki Perule FC csapatában játszott. 85 bajnoki mérkőzésen lépett pályára és 19 gólt szerzett. 2006-ban az Urawa Reds csapatához szerződött. 122 bajnoki mérkőzésen lépett pályára és 20 gólt szerzett. 2012-ben vonult vissza.

## A válogatottban
1997-ben debütált a japán válogatottban. A japán válogatott tagjaként részt vett az 1999-es, a 2003-es, a 2007-es világbajnokságon, a 2004. és a 2008. évi nyári olimpiai játékokon. A japán válogatottban 91 mérkőzést játszott.

## Statisztika
| Japán válogatott | Japán válogatott | Japán válogatott |
| Időszak          | Mérk.            | gól              |
| ---------------- | ---------------- | ---------------- |
| 1997             | 3                | 2                |
| 1998             | 0                | 0                |
| 1999             | 7                | 0                |
| 2000             | 3                | 0                |
| 2001             | 1                | 0                |
| 2002             | 10               | 1                |
| 2003             | 3                | 0                |
| 2004             | 11               | 0                |
| 2005             | 9                | 3                |
| 2006             | 15               | 4                |
| 2007             | 14               | 1                |
| 2008             | 15               | 0                |
| Összesen         | 91               | 11               |

## Sikerei, díjai
Japán válogatott
- Ázsia-kupa:  Ezüst; 2001,  Bronz; 1997, 2008

Klub
- Japán bajnokság: 2003, 2009

Egyéni
- Az év Japán csapatában: 2006, 2009, 2010